# Wilhelm Friedrich Kohlrausch
Pour les articles homonymes, voir Kohlrausch.
Wilhelm Friedrich Kohlrausch, né le 14 mai 1855 à Marbourg et mort le 16 avril 1936 à Hanovre, est un physicien allemand. Il est professeur puis recteur à l'École technique supérieure de Hanovre (aujourd'hui université Leibniz de Hanovre).

## Biographie
Son père, Rudolf Hermann Arndt Kohlrausch (1809-1858), est physicien et, à partir de 1857, professeur de physique à l'université d'Erlangen. Son frère, Friedrich Wilhelm Georges Kohlrausch (1840-1910), est professeur auprès des universités de Zurich, Darmstadt et Wurtzbourg. De 1895 à 1905, il est président de la Conférence physique et technique impériale à Berlin.
Wilhelm Friedrich Kohlrausch obtient son doctorat en 1878 à Wurtzbourg ; il prend alors un poste d'assistant à l'institut physique de l'université de Strasbourg où il obtient une chaire de professeur extraordinaire en physique théorique. En 1884, il est nommé à l'École technique supérieure (aujourd'hui université de Hanovre) où il occupe la chaire d’électrotechnique à partir d'octobre 1884. Du 1er juillet 1882 au 30 juin 1895, il est recteur de l'École technique supérieure et de 1899 à 1928, membre du conseil d'administration de l'université Leibniz de Hanovre. Ultérieurement, comme électrotechnicien, il est membre du conseil technique du Tramway de Hanovre.
Au semestre d'hiver en 1923, il prend sa retraite, poursuivant quelque temps, jusqu'en 1927, son activité professorale. Il meurt le 16 avril 1936 à Hanovre.

## Œuvre
- Observations sur la théorie des dynamos (1887)

## Sources
- Trommsdorff P. : Catalogus Professorum. TH Hannover, Hanovre, 1956
- Engelhardt D. von [Hrsg.] : Biographische Enzyklopädie deutschsprachiger Naturwissenschaftler (Encyclopédie biographique des naturalistes germanophones). Munich, K. G Saur, 2003